# Robbie Eagles
James McMathaus est un catcheur australien né le 13 février 1990 à Jonestown, Nouvelle-Galles du Sud, qui travaille à la New Japan Pro-Wrestling sous le nom de Robbie Eagles.

## Carrière

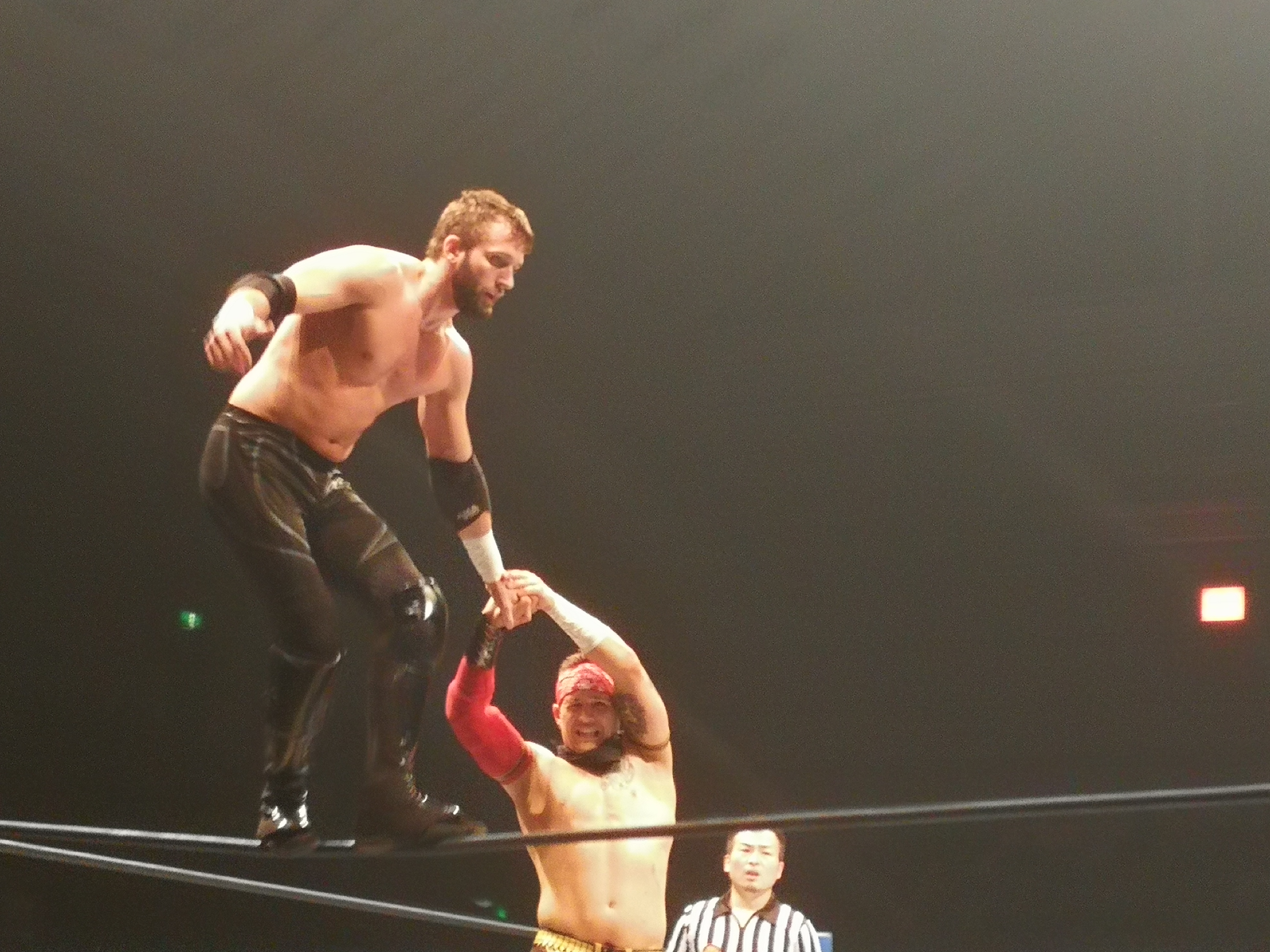
Robbie Eagles (au centre) en 2019.

### World Series Wrestling (2017–...)
Lors de International Assault Defend And Destroy - Tag 2, il conserve son titre contre Christopher Daniels.

### Pro Wrestling Guerilla (2018–...)
Il participe ensuite au Battle of Los Angeles 2018, où il bat DJ Z dans son match de premier tour. Lors du second tour, il est éliminé du tournoi à la suite de sa défaite contre Shingo Takagi.

### New Japan Pro Wrestling (2018–...)

#### Bullet Club (2018-2019)
Le 8 octobre, Bad Luck Fale annonce sur Twitter qu'il rejoint le Bullet Club pour faire équipe avec Taiji Ishimori en vue du Super Jr. Tag Tournament (2018).
Du 16 octobre au 3 novembre, lui et Taiji Ishimori participent au Super Jr. Tag League (2018), où ils terminent la ronde avec 6 points (trois victoires et quatre défaites) ne se qualifiant donc pas pour la finale du tournoi. Lors de Power Struggle (2018), lui, Tama Tonga et Tonga Loa battent Togi Makabe, Tomoaki Honma et Kushida, grâce à une intervention de Jado et de Taiji Ishimori.
Il participe ensuite au Best of the Super Juniors 2019 où il remporte cinq des neuf rencontres effectuées ou durant le tournoi une défaite contre son coéquipier du Bullet Club, El Phantasmo et une victoire contre Will Ospreay obtenu avec l'aide de ce dernier commence à amener des tensions entre lui et le reste du Bullet Club.
Lors de Southern Showdown In Melbourne, il perd contre Will Ospreay et ne remporte pas le IWGP Junior Heavyweight Championship.

#### Chaos (2019-2023)
Lors de Southern Showdown In Melbourne, lui, Jay White et Bad Luck Fale perdent contre Kazuchika Okada, Hiroshi Tanahashi et Will Ospreay. Après le match, il trahit son groupe en refusant d'attaquer Will Ospreay avant d'attaquer Jay White et de rejoindre Chaos, devenant le premier membre du Bullet Club à quitter le clan pour une autre faction. Lors de Royal Quest, lui et Will Ospreay forment l'équipe Birds Of Prey et battent les IWGP Junior Heavyweight Tag Team Champions Bullet Club (El Phantasmo et Taiji Ishimori). Lors de Destruction In Kagoshima, ils perdent contre ces derniers et ne remportent pas les IWGP Junior Heavyweight Tag Team Championship.
Lors de Wrestle Grand Slam In Tokyo Dome, il bat El Desperado par soumission et remporte le IWGP Junior Heavyweight Championship. Lors de Wrestle Grand Slam In MetLife Dome - Tag 2, il conserve son titre contre Hiromu Takahashi. Le 26 octobre, il devient double champion lorsque Tiger Mask et lui battent Suzuki-gun (El Desperado et Yoshinobu Kanemaru) pour remporter les IWGP Junior Heavyweight Tag Team Championship,.
Lors de Power Struggle 2021, il perd le IWGP Junior Heavyweight Championship contre El Desperado.

#### TMDK (2023-...)
Le 23 mars, il est révélé comme le nouveau membre du clan TMDK, défiant Hiromu Takahashi pour le IWGP Junior Heavyweight Championship. Lors de Sakura Genesis 2023, il perd contre Hiromu Takahashi et ne remporte pas le IWGP Junior Heavyweight Championship.

## Palmarès
- Blue Mountains Pro Wrestling
  - 1 fois BMPW Heritage Championship (premier)
  - 1 fois BMPW World Heritage Series

- Melbourne City Wrestling
  - 1 fois MCW Intercommonwealth Championship

- Newcastle Pro Wrestling
  - 1 fois Kings Of The Castle winner avec Mat Diamond
  - 3 fois Newy Pro Middleweight Championship (premier)

- New Japan Pro Wrestling
  - 1 fois IWGP Junior Heavyweight Championship
  - 1 fois IWGP Junior Heavyweight Tag Team Championship avec Tiger Mask

- World Series Wrestling
  - 1 fois WSW Heavyweight Championship

## Récompenses des magazines
- Pro Wrestling Illustrated

| Année | 2013 | 2014 à 2017 | 2018 | 2019 | 2020       | 2021 | 2022 | 2023 | 2024 |
| ----- | ---- | ----------- | ---- | ---- | ---------- | ---- | ---- | ---- | ---- |
| Rang  | 347  | Non classé  | 390  | 267  | Non classé | 407  | 187  | 211  | 169  |